# سپتیک‌فلش
سپتیک‌فلش (به انگلیسی: Septicflesh) یک گروه موسیقی سمفونیک دث متال یونانی است که در سال 1990 در آتن تشکیل شد.

## پیشینه
سپتیک‌فلش در مارس 1990 توسط سوتیریس وایناس نوازنده گیتار، اسپیروس آنتونیو نوازنده گیتار بیس و خواننده و کریستوس آنتونیو نوازنده گیتار در آتن تشکیل شد. آن‌ها بلافاصله اولین کار خود را با نام معبد نژاد از دست رفته در دسامبر 1990 منتشر کردند. گروه اولین آلبوم بلند خود را با نام مکان‌های عرفانی سپیده‌دم در آوریل سال 1994 منتشر کرد.

### جدایی
در اکتبر سال 2003 اعضای گروه از هم جدا شدند و سراغ پروژه‌های دیگری رفتند : کریس آنتونیو به همکاری خود با گروه کیاستر (به انگلیسی: Chaostar) (که خود در سال 1998 تشکیل داده بود) ادامه داد و باب کاتسیونیس (نوازنده کیبرد گروه در سال 2003) به نواختن گیتار برای گروه نایت فال و کیبرد برای گروه فایر ویند مشغول شد.گروه TheDevilWorx یک سال پس از انحلال سپتیک‌فلش تشکیل شد و شامل برخی از اعضای اصلی گروه می‌شد.در مارس 2007 سوتیریس وایناس از برنامه‌های خود برای انجام پروژه‌ی انفرادی خبر داد.

### تجدید دیدار
در 19 فوریه 2007 اعضای گروه سپتیک‌فلش برای شرکت در فستیوال متال یونان (که در آن گروه‌های متال دیگری از جمله ارفند لند حضور داشتند) گرد هم آمدند. 3 آوریل 2007 وب‌گاه اینترنتی بلبرموث در گزارشی اعلام کرد که اعضای گروه برای ضبط هفتمین آلبوم بلند خود (که قرار بود توسط ناشر فرانسوی Season Of Mist منتشر شود)، مجدداً همکاری خواهند کرد. طبق گفته‌های کریستوس آنتونیو آهنگساز و گیتاریست گروه در آلبوم جدید یک ارکستر و گروه کر کامل، در مجموع 80 موسیقی‌دان و 32 خواننده گروه را همراهی می‌کردند. گروه کار ضبط آلبوم را در استودیو فردمن در سوئد به پایان رساند. در آوریل 2008 آلبوم با نام عشای ربانی(به انگلیسی: Communion) منتشر شد. در این زمان نام گروه از Septic Flesh به Septicflesh تغییر کرد. به گفته کریستوس آنتونیو این نام ظاهر بهتری داشت و نمایانگر آغاز دوره جدیدی برای گروه بود.
سپتیک‌فلش تا کنون دو آلبوم دیگر نیز منتشر کرده است: The Great Mass در سال 2011، Titan در سال 2014 و Codex Omega در سال 2017.
در 15 دسامبر 2014 به دنبال جدایی فوتیس برناردو، درامر گروه، کریم لچنر به عنوان درامر جدید به گروه اضافه شد.